# Parti pour l'indépendance du Royaume-Uni
Le Parti pour l'indépendance du Royaume-Uni (en anglais : UK Independence Party), ou UKIP, est un parti politique britannique. Anti-immigration, et eurosceptique, il a longtemps milité pour le retrait du Royaume-Uni de l'Union européenne et fait partie de l'association TEAM. La ligne politique du parti est que le Royaume-Uni « doit de nouveau être gouverné par des lois adaptées à ses propres besoins par son propre parlement, qui doit être directement et seulement responsable de ses actes devant l'électorat du Royaume-Uni ». Le parti, d'inspiration nationaliste, est régulièrement accusé de dérives racistes et islamophobes,. Il s'est orienté vers l'extrême droite en particulier à partir de 2019,.

## Histoire

Premier logo de l'UKIP.

Le parti est fondé en 1993 par Alan Sked et d'autres membres de la Ligue antifédéraliste. Dès ses débuts, il attira les élus de la frange anti-européenne du Parti conservateur qui était précisément divisé à l'époque dans le débat au sujet du traité de Maastricht et du retrait de la livre du Système monétaire européen.

L'UKIP est vraiment entré sur le devant de la scène politique britannique aux élections européennes de 2004 où il a obtenu 16,6 % des suffrages exprimés. Ce succès n'a pas été confirmé aux élections générales de 2005 où le parti n'a obtenu que 2,3 % des voix ; cependant, ce résultat est à relativiser car l'UKIP ne présentait pas de candidats dans toutes les circonscriptions.

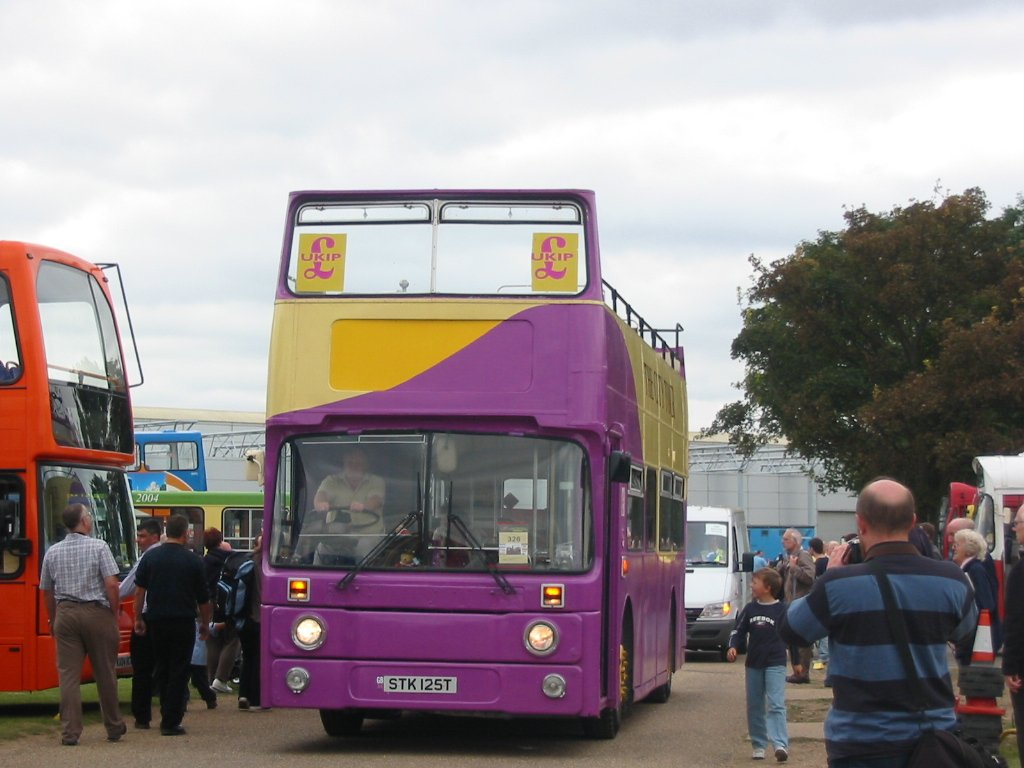
Bus arborant les couleurs du parti en 2004.

De ses douze députés européens élus aux élections de 2004, l'UKIP en a conservé dix, dont un, faisant l'objet d'une enquête par l'Office européen de lutte antifraude, a été exclu provisoirement du parti. L'UKIP a expulsé en juillet 2004 son député Ashley Mote (en) (accusé de fraude sociale et condamné ultérieurement à neuf mois de prison) et a subi en janvier 2005 la défection de son député le plus « médiatique », Robert Kilroy-Silk (en). Aux élections européennes de 2009, l'UKIP remporte treize députés (un de plus qu'en 2004, malgré la réduction de la délégation), ce qui le place en deuxième position au Royaume-Uni, derrière le parti conservateur, mais devant le parti travailliste.
Pour ce qui est du nombre de voix, l'UKIP est le quatrième parti au Royaume-Uni. Aux élections locales de 2011, le parti remporte la municipalité de Ramsey (la première qu'il ait jamais eue).
Le 2 mai 2013, il réalise un résultat historique en obtenant 23 % aux élections locales partielles, juste derrière les Tories avec 25 % et le Labour avec 29 %.
En mai 2014, aux élections pour le Parlement européen, l'UKIP obtient le plus grand nombre de voix (27,49 %). Il gagne 11 députés supplémentaires pour un total de 24. Le parti remporte des sièges dans toutes les régions de Grande-Bretagne, y compris en Écosse. Résultat historique, car pour la première fois depuis plus d'un siècle un parti autre que le Labour ou les conservateurs arrive premier dans une élection au Royaume-Uni sur une large échelle.
Pour les élections de 2015, le parti connaît une importante montée dans les sondages, aux alentours de 17 %. Pour Nigel Farage, « le vrai problème des conservateurs n'est pas l'UKIP. Leur vrai problème est que leurs sympathisants se rappellent ce dont le Parti conservateur avait l'habitude de parler — la création de richesses, un niveau bas d'imposition, l'entreprise — et voient qu'il discute désormais de mariage homosexuel et d'éoliennes ».
En octobre 2014, l'UKIP gagne un premier siège de député à la Chambre des communes, quand Douglas Carswell, député conservateur pour le siège de Clacton, dans l'Essex, fait défection et adhère à l'UKIP. Il est réélu sous ces nouvelles couleurs lors d'une élection partielle. En novembre 2014, le député conservateur Mark Reckless rejoint l'UKIP et est à son tour élu lors d'un scrutin partiel.
Nigel Farage a repoussé de nombreuses fois les tentatives de rapprochement avec Marine Le Pen et publiquement soutenu Nicolas Dupont-Aignan, en participant notamment à divers meetings organisés par Debout la France et en le recevant à Londres pendant la campagne pour le Brexit.
Aux élections générales britanniques de 2015, l'UKIP réussit une percée et recueille 12,6 % des voix, mais ne réussit à faire élire qu'un député, handicapé par le mode de scrutin, uninominal à un tour. Devant ce qu'il considère comme un échec, son chef Nigel Farage, qui n'a pu être élu député, annonce sa démission de la présidence du parti et nomme Suzanne Evans chef par intérim, avant de revenir sur sa décision quelques jours plus tard. Cette décision provoque plusieurs oppositions au sein même du parti.
Le 16 septembre 2016, Diane James remplace Nigel Farage, qui a décidé de quitter la tête du parti après la victoire du Brexit, auquel il était favorable. Diane James démissionne le 5 octobre suivant et Nigel Farage assure l'intérim jusqu'à l'élection, le 28 novembre, du député européen Paul Nuttall qui est élu leader avec 62,5 % des voix.
Lors des élections législatives anticipées du 8 juin 2017, le parti subit une lourde défaite qui entraîne la démission de Paul Nuttall. Ce résultat s'explique par le départ de la tête du parti de Nigel Farage et par le Brexit.
Nigel Farage annonce quitter l'UKIP le 4 décembre 2018, considérant que le parti ne peut conduire la sortie du Royaume-Uni de l’UE. Il fonde dans la foulée le Parti du Brexit.

## Politiques

### Économie
La position de l'UKIP en matière d'économie est basée sur une taxation plus faible afin selon lui de devenir compétitifs sur le plan international. Il propose de combiner l'impôt sur le revenu avec l'assurance sociale en un impôt à taux unique à 31 %, ce qui permettrait, d'après lui, à 4,5 millions des travailleurs les moins payés de sortir complètement du système de taxation sur le revenu.
L'UKIP propose également l'abolition des taxes sur l'héritage et une réduction de l'impôt sur les sociétés.
Le parti préconise aussi des liens économiques plus étroits avec le Commonwealth.

### Santé
L'UKIP propose de donner à un conseil de santé local la direction des soins, et de réduire l'influence du ministère de la Santé, qui selon lui gaspille d’énormes sommes d'argent. Il propose aussi la création d'un système à base de coupons, permettant l'accès aux soins sans passer par le NHS, et l'introduction de soins dentaires et ophtalmologiques gratuits.

### Éducation
L'UKIP veut donner aux écoles plus de liberté dans leur gestion, afin de donner aux parents un choix plus significatif. Il voudrait abolir tout examen national concernant les enfants de moins de 11 ans.

### Énergie et politiques environnementales
L'UKIP est :
- en faveur d'une extension du nucléaire pour des raisons de sécurité énergétique ; il soutient le fait que l'énergie éolienne est non rentable ;
- opposé aux champs OGM, mais est cependant ouvert à la recherche scientifique dans ce domaine.

Le parti a dénoncé l'accord de Paris sur le climat, signé en décembre 2015, et réclame la sortie du Royaume-Uni de tous les accords climatiques signés par le pays. Il souhaite par ailleurs relancer l’industrie du charbon.
Nigel Farage a affirmé dans un discours prononcé en 2013 au Parlement européen : « Nous entrons actuellement dans une période de 15 à 30 ans de refroidissement climatique global. Nous avons fait l’une des plus grosses et stupides erreurs collectives de tous les temps en nous inquiétant d’un réchauffement climatique ». Un autre de ses eurodéputés a affirmé en 2018 que le changement climatique était « un ami de l’agriculture » et que l’effet du CO2 était négligeable.

### Gouvernement local
Le parti cherche à donner plus de pouvoir aux autorités locales, et ainsi à restaurer le comté comme gouvernement clef.

### Libertés
Le parti est :
- opposé à l'introduction au Royaume-Uni d'une carte d'identité ;
- favorable au libre choix de l'instruction à domicile par les parents ;
- favorable à l'introduction du référendum d'initiative populaire.

### Immigration
S'il est élu, le parti gèlerait immédiatement l'immigration permanente pendant cinq ans (la durée du mandat parlementaire en Grande-Bretagne).

## Parlement européen
En 1999, trois membres de l'UKIP sont élus au Parlement européen. Avec les eurosceptiques de différents pays, ils forment le groupe pour l'Europe des démocraties et des différences. En 2004, 37 membres du Parlement européen venant du Royaume-Uni, du Danemark et de la Suède fondent un nouveau groupe parlementaire européen appelé groupe Indépendance/Démocratie. Cependant, après les élections européennes de 2009, où les partis eurosceptiques du Danemark et de la Suède perdent toute représentation, le groupe est dissous. L'UKIP forme alors un nouveau groupe, le groupe Europe libertés démocratie.
L'UKIP, s'il poursuit une stratégie anti-UE et antisystème, a imposé certaines thématiques dans le débat politique national en les rendant acceptables. À ce titre, il refuse toute alliance européenne avec des mouvances d'extrême droite, notamment le Front national français, dont il juge l'« ADN lié à l'antisémitisme ». Cependant après le départ d'un des eurodéputés de son groupe, Nigel Farage décide, pour pouvoir conserver son groupe au Parlement européen (ce qui nécessite sept nationalités différentes) d'admettre au sein de celui-ci un député européen polonais ultra-conservateur.
Après son record historique de 2014, où le parti a obtenu 24 sièges, la fin de la législature montre un nombre de départs assez importants. En effet, de nombreux élus ont quitté le parti au cours de leur mandat mais c'est surtout la création du Parti du Brexit qui l'affaibli davantage en ralliant les anciens députés UKIP siégeant comme indépendants ou avec de petites formations. Sur les 24 députés européens élus en 2014, seuls trois sont encore membres de UKIP à la veille des élections européennes.
Lors des élections européennes du 23 mai 2019, le parti recueille 3,2 % et perd tous ses sièges. Le 2 juin suivant, son chef Gerard Batten, élu un an plus tôt, quitte la direction du parti.

## Liste des dirigeants
| Période                      | Nom                     | Notes                               |
| ---------------------------- | ----------------------- | ----------------------------------- |
| septembre 1993-juillet 1997  | Alan Sked               |                                     |
| juillet-septembre 1997       | Craig Mackinlay         | intérim                             |
| septembre 1997-janvier 2000  | Michael Holmes          |                                     |
| janvier 2000-octobre 2002    | Jeffrey Titford         |                                     |
| octobre 2002-septembre 2006  | Roger Knapman           |                                     |
| septembre 2006-novembre 2009 | Nigel Farage            |                                     |
| novembre 2009-septembre 2010 | Lord Pearson of Rannoch |                                     |
| septembre-novembre 2010      | Jeffrey Titford         | intérim                             |
| novembre 2010-septembre 2016 | Nigel Farage            |                                     |
| septembre-octobre 2016       | Diane James             |                                     |
| octobre-novembre 2016        | Nigel Farage            | intérim                             |
| novembre 2016-juin 2017      | Paul Nuttall            |                                     |
| juin-septembre 2017          | Steve Crowther          | intérim                             |
| septembre 2017-février 2018  | Henry Bolton            |                                     |
| février 2018-juin 2019       | Gerard Batten           | intérim février-avril 2018          |
| juin-août 2019               | Piers Wauchope          | intérim                             |
| août-octobre 2019            | Richard Braine          |                                     |
| octobre 2019-avril 2020      | Patricia Mountain       | intérim                             |
| avril-juin 2020              | vacant                  |                                     |
| juin-septembre 2020          | Freddy Vachha           |                                     |
| septembre 2020-13 mai 2024   | Neil Hamilton           | intérim septembre 2020-octobre 2021 |
| 13 mai-15 juin 2024          | Lois Perry              |                                     |
| depuis le 15 juin 2024       | Nick Tenconi            | intérim                             |

## Résultats électoraux

### Élections générales
| Année | Voix      | %    | Rang | Sièges  |
| ----- | --------- | ---- | ---- | ------- |
| 1997  | 105 722   | 0,3  | 11e  | 0 / 659 |
| 2001  | 390 563   | 1,5  | 5e   | 0 / 659 |
| 2005  | 605 973   | 2,2  | 4e   | 0 / 646 |
| 2010  | 919 546   | 3,1  | 4e   | 0 / 650 |
| 2015  | 3 881 099 | 12,6 | 3e   | 1 / 650 |
| 2017  | 593 852   | 1,8  | 5e   | 0 / 650 |
| 2019  | 22 817    | 0,1  | 15e  | 0 / 650 |

### Élections européennes
| Année | Voix      | %    | Rang | Sièges  | Groupe  |
| ----- | --------- | ---- | ---- | ------- | ------- |
| 1994  | 150 251   | 1,0  | 8e   | 0 / 87  |         |
| 1999  | 696 057   | 6,5  | 4e   | 3 / 87  | EDD     |
| 2004  | 2 650 768 | 15,6 | 3e   | 12 / 78 | IND/DEM |
| 2009  | 2 498 226 | 16   | 2e   | 13 / 72 | ELD     |
| 2014  | 4 376 635 | 26,6 | 1er  | 24 / 73 | ELDD    |
| 2019  | 554 463   | 3,2  | 8e   | 0 / 73  |         |

### Élections parlementaires écossaises
| Année | Circonscriptions | Circonscriptions | Circonscriptions | Régions | Régions | Régions | Rang | Total des sièges |
| Année | Voix             | %                | Sièges           | Voix    | %       | Sièges  | Rang | Total des sièges |
| ----- | ---------------- | ---------------- | ---------------- | ------- | ------- | ------- | ---- | ---------------- |
| 2007  | —                | —                | —                | 8 197   | 0,4     | 0 / 56  | 14e  | 0 / 129          |
| 2011  | 2 508            | 0,1              | 0 / 73           | 18 138  | 0,9     | 0 / 56  | 8e   | 0 / 129          |
| 2016  | —                | —                | —                | 46 426  | 2,0     | 0 / 56  | 6e   | 0 / 129          |
| 2021  | 699              | 0,0              | 0 / 73           | 3 848   | 0,1     | 0 / 56  | 11e  | 0 / 129          |

## Young Independence

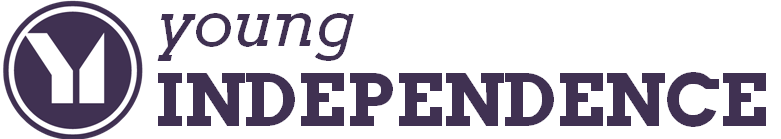
Logo de Young Independence

Comme beaucoup de partis politiques, UKIP a son mouvement de jeunesse, Young Independence (YI), qui représente tous les adhérents de moins de 30 ans. Il est sous la direction d'un conseil de membres élus à la conférence de printemps annuelle du parti. Depuis 2015, son président est Joe Jenkins.